# Parex Banka
Parex Banka — ныне не действующий банк в Латвии, некогда один из крупнейших в стране, с филиалами в Берлине, Стокгольме и Таллине, а также с представительствами в Токио, Москве, Киеве, Баку и других городах. Персонал банка насчитывал 2600 сотрудников в 14 странах.

## История
В 1990 году Ольга Кретова и Валерий Каргин открыли первый обменный пункт. Этот киоск, площадью 3,8 кв. метра, в апреле 1990 года стал первой в СССР точкой, где свободно и легально меняли валюту. Выручка обменника в тот памятный день составила десятки тысяч долларов. Нынешний президент «Парекс банка» Валерий Каргин, председатель совета директоров Виктор Красовицкий и его жена Нина Кондратьева установили тогда курс обмена, приравняв 1 доллар США к 21 советскому рублю.
В 1992 году банк основали Валерий Каргин, Виктор Красовицкий и Ольга Кретова (впоследствии ставшая основательницей своей группы компаний, быстро переросшей в строительный холдинг на территории новой России) для проведения сомнительных операций своих клиентов из России и стран СНГ; однако пристальное внимание финансовых регуляторов России, Латвии и США заставило банк проводить более консервативную политику.
В 2003 году банк получил новую штаб-квартиру в Риге площадью 150 000 м². В 2005 году банк первым в Латвии начал выпуск карт American Express. Банку принадлежат дочерние компании в Швейцарии (AP Anlage und Privat Bank) и Литве (Parex Bankas).

## Ликвидация банка
С началом финансового кризиса, из-за которого банк потерял значительные вложения в иностранных ценных бумагах, а кредиторы потребовали срочного возврата выданных займов, 10 октября 2008 года владельцы запросили у правительства Латвии двести миллионов латов для поддержания ликвидности из-за оттока средств вкладчиков. К тому времени, как 21 октября начались переговоры с правительством, из банка было изъято 465,6 миллиона латов, а к концу ноября уже 537,8 миллиона латов.
На этот момент Parex Banka был третьим по величине активов в Латвии (на 1 октября 2008 года — 3,14 миллиарда латов) и крупнейшим национальным банком.
8 ноября 2008 года Ольга Кретова вышла из состава совета директоров. В тот же день правительство Латвии решило купить за 2 лата (около 3 долларов США) 51 % акций банка. Национализация была проведена во избежание банкротства банка.
3 декабря на внеочередном заседании правительства было решено перенять дополнительно к 51 % акций и 34 %, принадлежавших прежним крупнейшим акционерам Валерию Каргину и Виктору Красовицкому. Таким образом было национализировано 84,83 % акций Parex banka. На спасение банка правительство потратило примерно 1,7 миллиарда евро.
В 2010 году банк был реструктуризован с образованием двух предприятий: «Parex Banka» и нового банка «Citadele». Большинство активов «унаследовал» новый банк, в Parex banka остались только проблемные активы.